# 모창민
모창민(牟昌民, 1985년 5월 8일 ~ )은 전 KBO 리그 NC 다이노스의 내야수, 지명타자이자, 현 KBO 리그 LG 트윈스의 타격코치이다. 내야 전 포지션에서 수비가 가능한 멀티 플레이어지만 대부분 1루수, 3루수로 출장했다.

## 선수 시절

### 아마추어 시절
광주화정초등학교 4학년 때 처음으로 야구를 시작했다. 전국소년체전에서 광주광역시 대표로 육상 대회에 참가할 정도로 발이 빨랐던 그는 당시 광주화정초등학교 야구부 감독이었던 박태영으로부터 스카웃됐다. 처음에는 투수, 유격수로 시작했지만, 충장중학교 입학 후에는 유격수로만 출전했다.
광주제일고에 입학한 후에는 키가 크다는 이유로 3루수로 주로 출장했다. 2학년 때인 2002년에 제 57회 청룡기 전국고교야구대회 결승전에서 그라운드 만루 홈런을 쳐 내 경남고등학교를 꺾고 우승하는데 일조했다. 하지만 2004년 신인 드래프트에서 지명을 받지 못해 광주제일고등학교 졸업 후 성균관대학교에 입학했다.
대학교 2학년 때인 2005년에 김성근이 성균관대학교 인스트럭터로 활동하게 됐고, 그의 실력도 급성장했다. 2006년부터 단국대학교 나지완과 함께 국내 각종 아마추어 대회 홈런 수위 자리를 다퉜다. 성균관대학교 3학년 때인 2006년 7월에 박용근, 오재원, 전준우, 허도환과 함께 대학부 국가대표팀에 처음 발탁됐다. 한·미 대학 야구 선수권 대회에 참가해 전 경기에서 4번 타자로 출장했다. 그 해 9월 제 61회 전국대학야구선수권대회에서 4경기에 출장해 18타수 6안타, 타율 0.333, 3홈런으로 대회 홈런상을 수상했다.

### SK 와이번스시절
2008년 2차 1라운드(전체 3순위) 지명을 받아 입단하였다. 2008년 시즌 내내 내야 전 포지션을 모두 소화하며 내야 멀티 플레이어로 기대를 모았다. 하지만 별 활약을 하지 못해 1군과 2군을 오고 갔다. 주 포지션인 3루는 최정에게 밀려 1루수나 2루수로 많이 출전했다. 2군에서는 맹활약해 '2군 본즈'라는 별명을 갖고 있는 선수 중 하나였다.

### 상무 야구단시절
2010년 시즌 후 입대했고, 2012년 9월 3일에 이재원과 함께 제대했다.

### SK 와이번스복귀
전역 후 2012년 한국시리즈에 출전했다. 상무 야구단에서 제대할 당시 팀 야수진에서 부상자가 많아 곧바로 1군에 복귀했다. 이는 군 전역 선수가 해당 연도에 1군 엔트리에 등록될 경우 군 보류 선수에서 해제돼 보호 선수 명단 등록 대상으로 올라간다는 규정으로 인해 NC로 이적하는 원인이 됐다. 결국 보호 선수 명단에서 제외됐다. 2012년 11월 15일에 NC 다이노스가 보호 선수 20인 외 특별 지명권을 그에게 행사함에 따라 전력 보강 선수 지명을 받아 NC 다이노스로 이적했다.

### NC 다이노스시절

#### 2013년 시즌
이적 후 주전 1루수로 발탁됐다. 4월 2일 팀의 창단 첫 1군 경기인 롯데전에 선발 출장해 이적 후 첫 안타이자 팀 창단 첫 안타를 쳐 냈다. 하지만 2번째 안타를 친 후 햄스트링 통증으로 교체됐고, 경기 후 곧바로 2군으로 내려가 재활을 마치고 1군에 복귀했다. 복귀 후 4월 21일 넥센전에서 견제 때 손가락 부상으로 1군에서 말소되는 등 이적 초기에 부상이 있었지만 규정 타석을 채웠다. 부상 이후에는 주로 3루수로 출전했고, 본격적인 풀 타임 시즌을 보냈다. 친정 팀인 SK 와이번스를 상대로 강한 모습을 보였다. 8월 22일 두산전에서 유희관을 상대로 데뷔 첫 두 자릿수 홈런을 기록했다. 전반기 타율 0.313, 5홈런, 22타점을 기록했지만 후반기에 체력 고갈로 인해 페이스가 떨어지며 타율 0.235, 7홈런, 29타점으로 타격감이 떨어지며 시즌 2할대 타율, 12홈런, 51타점을 기록했다.

#### 2014년 시즌
6월 25일 LG 트윈스와의 경기에서 에버렛 티포드를 상대로 2년 연속 두 자릿 수 홈런을 기록했다. 올스타전 투표에서 526,683표를 얻어 웨스턴 리그 올스타 3루수에 선정됐다.
10월 2일 SK 와이번스와의 경기에서 문광은을 상대로 64일 만에 홈런을 기록했다.
시즌 2할대 타율, 110안타, 16홈런, 62득점, 72타점을 기록했다. 홈런과 타점에서 커리어 하이를 기록했다.

#### 2014년 준플레이오프
4경기에 출전해 타율 0.357, 5안타, 2득점을 기록했다. 10월 19일 LG 트윈스와의 1차전에서 선발 투수 류제국이 그의 헬멧에 공을 맞춰 퇴장당했다.
- 기록

| 타율  | 경기 | 타수 | 득점 | 안타 | 2루타 | 3루타 | 홈런 | 타점 | 도루 | 도실 | 볼넷 | 사구 | 삼진 | 병살 | 실책 | 비고 |
| ----- | ---- | ---- | ---- | ---- | ----- | ----- | ---- | ---- | ---- | ---- | ---- | ---- | ---- | ---- | ---- | ---- |
| 0.357 | 4    | 14   | 2    | 5    | 1     | 0     | 0    | 0    | 0    | 0    | 1    | 1    | 2    | 0    | 0    |      |

시즌 후 한국야구대제전에 참가해 광주제일고등학교의 첫 우승에 기여하며 대회 수훈상을 수상했다.

#### 2015년 시즌
2014년보다 연봉이 62.8% 인상된 1억 4,000만원에 계약했다.
시즌 초반 수비 불안으로 인해 지석훈에게 주전 3루수 자리를 내줬고, 이 후 대타, 대주자로 시즌을 보냈다.
시즌 103경기에 출전해 214타수 62안타, 6홈런, 2할대 타율, 35타점을 기록했다.

##### 2015년플레이오프
3경기에 출전해 1득점을 기록했다.
- 기록

| 타율  | 경기 | 타수 | 득점 | 안타 | 2루타 | 3루타 | 홈런 | 타점 | 도루 | 도실 | 볼넷 | 사구 | 삼진 | 병살 | 실책 | 비고 |
| ----- | ---- | ---- | ---- | ---- | ----- | ----- | ---- | ---- | ---- | ---- | ---- | ---- | ---- | ---- | ---- | ---- |
| 0.000 | 3    | 3    | 1    | 0    | 0     | 0     | 0    | 0    | 0    | 0    | 0    | 0    | 1    | 0    | 0    |      |

#### 2016년 시즌
시즌 후 당시 삼성 라이온즈 소속이었던 박석민이 FA로 영입돼 그는 백업으로 시즌을 준비했다. 스프링캠프 연습 경기 14경기에 출전해 45타수 12안타, 타율 0.267, 13타점, 8득점으로 좋은 모습을 보여줬으나 스프링캠프 막판 왼쪽 무릎 통증을 호소했고 왼쪽 무릎 외측 반월판이 손상됐다. 3월 11일에 서울백병원에서 왼쪽 무릎 외측 반월판 연골 봉합 수술을 받았다.

#### 2017년 시즌
시즌 136경기에 출전해 3할대 타율, 17홈런, 90타점을 기록했다.

#### 2018년 시즌
시즌 81경기에 출전해 2할대 타율, 17홈런, 62타점을 기록했다. 시즌 후 FA 자격을 취득해 3년 총액 20억원에 잔류했다.

#### 2019년 시즌
9월 23일 롯데 자이언츠와의 경기에서 데뷔 첫 만루 홈런을 쳐 냈다.
시즌 101경기에 출전해 3할대 타율, 10홈런, 55타점을 기록했다.

#### 2020년 시즌
시즌 62경기에 출전해 3할대 타율, 2홈런, 13타점을 기록했다.

#### 2021년 시즌
시즌 3경기에 출전해 5타수 무안타, 1볼넷을 기록했다. 4월 26일에 은퇴를 선언했다.

## 야구선수 은퇴 후
2021년부터 NC 다이노스의 전력분석원 및 스카우트로 활동했다.

## 트리비아
- 군 복무를 마치고 NC 다이노스로 이적 후 2012년 말에 결혼했다. 김성현의 소개로 현 부인과 연을 맺었다.
- NC 다이노스의 1군 첫 경기였던 2013년 4월 2일에 둘째 딸을 얻었고, 팀의 창단 첫 안타와 볼넷을 기록했다.
- 홈런을 친 후에 티보잉(Teabowing) 세레모니를 하는 것으로 유명하다. 티보잉은 독실한 기독교 신자인 팀 티보의 세레모니이다. 무릎을 꿇고 기도하는 세레모니인데 상무 야구단 시절 교회에서 티보잉 세레모니 영상을 본 후부터 따라했다고 한다.[24]

## 등번호
- '13' (2008년~2010년)
- '3' (2012년, 2016년~2018년)
- '16' (2013년~2014년, 2019년~2021년)
- '15' (2015년)
- '97' (2022년~)

## 출신 학교
- 광주화정초등학교
- 광주충장중학교
- 광주제일고등학교
- 성균관대학교

## 수상
- 2006년 전국대학야구선수권대회 홈런상
- 2014년 한국야구대제전 수훈상

### 국가대표 경력
- 2011년 야구 월드컵

## 통산 기록
| 연도 | 팀명   | 타율  | 경기 | 타수 | 득점 | 안타 | 2루타 | 3루타 | 홈런 | 루타 | 타점 | 도루 | 도실 | 볼넷 | 사구 | 삼진 | 병살 | 실책 |
| ---- | ------ | ----- | ---- | ---- | ---- | ---- | ----- | ----- | ---- | ---- | ---- | ---- | ---- | ---- | ---- | ---- | ---- | ---- |
| 2008 | SK     | 0.223 | 91   | 130  | 30   | 29   | 5     | 0     | 1    | 37   | 20   | 10   | 7    | 12   | 0    | 38   | 1    | 4    |
| 2009 | SK     | 0.237 | 92   | 114  | 31   | 27   | 5     | 2     | 4    | 48   | 17   | 5    | 7    | 9    | 1    | 29   | 4    | 4    |
| 2010 | SK     | 0.183 | 65   | 60   | 14   | 11   | 2     | 0     | 1    | 16   | 2    | 5    | 3    | 5    | 0    | 15   | 4    | 0    |
| 2012 | SK     | 0.250 | 15   | 32   | 7    | 8    | 2     | 0     | 1    | 13   | 2    | 2    | 1    | 2    | 0    | 7    | 0    | 1    |
| 2013 | NC     | 0.276 | 108  | 395  | 57   | 109  | 24    | 3     | 12   | 175  | 51   | 16   | 3    | 37   | 1    | 68   | 11   | 11   |
| 2014 | NC     | 0.263 | 122  | 419  | 62   | 110  | 15    | 0     | 16   | 173  | 72   | 14   | 3    | 37   | 0    | 82   | 13   | 10   |
| 2015 | NC     | 0.290 | 103  | 214  | 23   | 62   | 14    | 0     | 6    | 94   | 35   | 5    | 0    | 18   | 0    | 52   | 5    | 6    |
| 2016 | NC     | 0.331 | 63   | 133  | 16   | 44   | 8     | 0     | 5    | 67   | 20   | 3    | 2    | 9    | 1    | 24   | 7    | 3    |
| 2017 | NC     | 0.312 | 136  | 474  | 64   | 148  | 25    | 3     | 17   | 230  | 90   | 9    | 6    | 39   | 2    | 81   | 6    | 6    |
| 2018 | NC     | 0.279 | 81   | 287  | 38   | 80   | 10    | 1     | 17   | 143  | 62   | 2    | 3    | 21   | 2    | 51   | 10   | 9    |
| 2019 | NC     | 0.305 | 101  | 341  | 49   | 104  | 21    | 2     | 10   | 159  | 55   | 3    | 2    | 31   | 3    | 62   | 8    | 5    |
| 2020 | NC     | 0.301 | 62   | 136  | 10   | 41   | 10    | 2     | 2    | 61   | 13   | 0    | 0    | 8    | 1    | 22   | 5    | 2    |
| 2021 | NC     | 0.000 | 3    | 5    | 0    | 0    | 0     | 0     | 0    | 0    | 0    | 0    | 1    | 1    | 0    | 1    | 0    | 0    |
| 통산 | 13시즌 | 0.282 | 1042 | 2740 | 401  | 773  | 141   | 13    | 92   | 1216 | 439  | 74   | 38   | 229  | 11   | 532  | 74   | 61   |